# سسیلیا کاسترو
سسیلیا کاسترو (اسپانیایی: Cecilia Castro‎; ۲۱ ژوئن ۱۹۹۷) تکواندوکار زن اهل اسپانیا بود.